# Héctor Velásquez
Héctor "Joto" Velásquez Vergara (Loncoche, 9 de febrero de 1952 – Santiago de Chile, 18 de agosto de 2010) fue un boxeador chileno. 
En 1970 y 1971, Velásquez consiguió el campeonato júnior de Chile. Representó a su país en los Juegos Olímpicos de Múnich 1972. Tambiñeb se colgó la plata en la categoría de peso mosca en los Juegos Panamericanos de 1971, donde esta categoría entró por primera vez. En la final, fue derrotado por el púgil cubano Rafael Carbonell. En 1979 combatió por el título suramericano de los pesos mosca pero perdió contra el argentino Rodolfo Rodríguez a los puntos.